# Pierino Gabetti
Pierino Gabetti, né le 22 mai 1904 à Gênes dans le quartier de Sestri Ponente et mort le 28 février 1971, est un haltérophile italien.

## Palmarès

### Jeux olympiques
- Médaille d'or en -60 kg aux Jeux de 1924 à Paris (France)
- Médaille d'argent en -60 kg aux Jeux de 1928 à Amsterdam (Pays-Bas)[1]